# Notebooksbilliger.de
Notebooksbilliger.de AG (NBB) er en tysk e-handelsvirksomhed, der forhandler notebooks, smartphones, tablets, PC'ere, skærme og anden forbrugerelektronik.
Arnd von Wedemeyer etablerede i 1989 en softwareudviklingsvirksomhed. I 2001 åbnede en onlineshop for notebooks under doænenavnet www.notebooksbilliger.de. I 2008 blev der oprettet et aktieselskab for Notebooksbilliger.de.